# Ngày pháp luật Việt Nam
Ngày pháp luật nước Cộng hòa Xã hội chủ nghĩa Việt Nam hay gọi ngắn gọn là Ngày pháp luật là một ngày kỷ niệm tại Việt Nam vào ngày 09 tháng 11 hàng năm, bắt đầu từ năm 2013, ngày pháp luật được quy định cụ thể trong Luật Phổ biến, giáo dục pháp luật Việt Nam. Đây là ngày trong năm để khẳng định vị trí thượng tôn của pháp luật trong đời sống xã hội, nâng cao ý thức chấp hành và bảo vệ pháp luật tại Việt Nam và thúc đẩy tiến trình xây dựng Nhà nước pháp quyền. Ngày 09 tháng 11 chính là ngày bản Hiến pháp đầu tiên của nước Việt Nam dân chủ cộng hòa được ban hành nên Việt Nam lấy đó làm Ngày Pháp luật.
Về cơ sở pháp lý, ngày pháp luật được quy định tại Điều 8 Luật Phổ biến, giáo dục pháp luật và Nghị định số 28/2013/NĐ-CP ngày 04 tháng 4 năm 2013 của Chính phủ quy định chi tiết một số điều và biện pháp thi hành Luật Phổ biến, giáo dục pháp luật. Vào ngày 08 tháng 11 năm 2013, tại Hà Nội, Hội đồng phổ biến giáo dục trung ương và Bộ Tư pháp tổ chức Lễ Công bố Ngày pháp luật nước Cộng hòa xã hội chủ nghĩa Việt Nam. Ngày pháp luật do đích thân Thủ tướng Việt Nam Nguyễn Tấn Dũng chính thức công bố.
Trên thế giới có khoảng 40 quốc gia có Ngày Pháp luật, còn ở Việt Nam, ý tưởng tổ chức Ngày Pháp luật bắt nguồn từ sáng kiến của các địa phương, từ các tỉnh Hà Tây, Long An, Tiền Giang và các tỉnh thành khác. Ban đầu, ngày này chỉ được tổ chức trong các cơ quan, đơn vị cho cán bộ, công chức, viên chức như một ngày sinh hoạt pháp luật tập trung, để họ được phổ biến, quán triệt các văn bản pháp luật mới được ban hành trong lĩnh vực quản lý, hoạt động của mình, từ năm 2010, mô hình Ngày Pháp luật đã được lan tỏa ra hầu hết các Bộ, các ngành và tất cả 63 tỉnh, thành.